# NGC 7049
NGC 7049 is een lensvormig sterrenstelsel in het sterrenbeeld Indiaan. Het ligt ongeveer 100 miljoen lichtjaar van de Aarde verwijderd en werd op 4 augustus 1826 ontdekt door de Schotse astronoom James Dunlop.

## Synoniemen
- ESO 236-1
- AM 2115-484
- IRAS 21156-4846
- PGC 66549